# Ferdinand Ier (roi de Roumanie)
Pour les articles homonymes, voir Ferdinand Ier et Ferdinand.
Ferdinand Ier, né le 24 août 1865 à Sigmaringen et mort le 20 juillet 1927 à Sinaia, est roi de Roumanie de 1914 à 1927.

## Généalogie
Ferdinand Ier de Roumanie appartient à la lignée de Hohenzollern-Sigmaringen issue de la quatrième branche, elle-même issue de la première branche de la Maison de Hohenzollern. Cette lignée appartient à la branche souabe de la dynastie de Hohenzollern. Il a pour ascendant Burchard Ier.

## Biographie
Fils de Léopold (1835-1905), prince de Hohenzollern-Sigmaringen, et d'Antonia de Portugal (1845-1913), il est le neveu du roi Carol Ier de Roumanie. En 1886, il est proclamé héritier du trône roumain par son oncle. 
En 1889, Ferdinand se lie d'amitié avec Hélène Vacarescu, jeune écrivaine soutenue par la reine Elisabeth, épouse de Carol Ier.  Amoureux d'elle, il exprime le désir de l'épouser. Mais la Constitution de la Roumanie interdit à son roi de se marier avec une Roumaine, afin d'éviter qu'une famille de boyards, plutôt qu'une autre, prenne l'ascendant à la Cour (avant les Hohenzollern, les principautés roumaines avaient eu une monarchie élective : les familles aristocratiques régnaient à tour de rôle). La reine Élisabeth ayant encouragé cette union inconstitutionnelle est exilée par son époux à Neuwied pour deux années. Hélène part pour Paris. Entre-temps, Ferdinand devra trouver une fiancée acceptable. 
Le 10 janvier 1893, il épouse Marie d'Édimbourg (1875-1938), fille d'Alfred Ier de Saxe-Cobourg et Gotha, duc d'Édimbourg, et de la grande-duchesse Maria Alexandrovna de Russie. Ils ont six enfants :
- Carol (1893-1953), roi de Roumanie de 1930 à 1940 sous le nom de Charles II ou Carol II.
- Élisabeth (1894-1956), mariée en 1921 à Georges II de Grèce (1890-1947), divorcés en 1935.
- Marie (1900-1961), mariée en 1922 avec Alexandre Ier de Yougoslavie (1888-1934).
- Nicolas (1903-1978), marié en 1931 avec Jeanne Dumitrescu-Tohani (1909-1963), remarié en 1967 avec Thérèse Figueira de Mello (1913-1997).
- Ileana (1909-1991), mariée en 1931 avec l'archiduc Antoine de Habsbourg-Toscane (1901-1987), divorcés en 1954, remariée la même année avec Ștefan Isărescu (1906-2002), divorcés en 1965.
- Mircea (1913-1916), mort de fièvre typhoïde.

### Avant et pendant la Première Guerre mondiale
Ferdinand accède au trône à l'âge de 48 ans, après la mort de son oncle, le roi Charles Ier (en roumain : Carol I) de Hohenzollern, survenue le 9 octobre 1914. Roi de Roumanie depuis seulement deux ans et moins germanophile que son prédécesseur, Ferdinand se voit en 1916 à la tête d'un pays engagé en guerre contre l'Allemagne, son pays natal, une situation qu'il subit sans l'avoir voulue.
L'opinion et le gouvernement de Ion I. C. Brătianu forcent le roi à rejoindre l'Entente, alors qu'il écrit en 1914, dans une lettre à son frère en Allemagne, qu'il souhaite que celle-ci gagne la guerre ; il préside cependant à l'ensemble des décisions qui aboutissent à la déclaration de guerre à l'Autriche. Toutefois, une fois la Roumanie engagée contre les empires centraux, Ferdinand se montre en homme de devoir et est très présent sur le front. Cependant, le jour même de la déclaration de guerre du royaume à la double monarchie, le 27 août 1916, il garantit le matin à Czernin, alors ambassadeur à Bucarest, la neutralité roumaine, tandis que l'ambassadeur de Roumanie à Vienne signifie en fin de journée la rupture des relations entre le royaume et la double monarchie. 
En 1917, l'armistice germano-russe oblige le roi à accepter la défaite de son pays face au Reich et à ses alliés : sur la suggestion de l'ancien attaché militaire austro-hongrois à Bucarest, il propose aux puissances centrales des pourparlers de paix le 10 février 1918. Tentant de négocier, le roi est obligé d'accepter les préliminaires de paix imposés par les puissances centrales le 5 mars 1918, devant la menace d'une déposition et d'une éviction de sa dynastie. Face à la menace constante des responsables politiques des puissances centrales, le roi change de Premier ministre, appelant aux affaires Alexandru Marghiloman, réputé favorable en 1916 au maintien de la neutralité roumaine.
Pour son dévouement, les Roumains vont le nommer « Ferdinand le Loyal », même si après la dissolution de l'Empire austro-hongrois en 1918, il a envisagé d'accepter de recevoir la couronne de Hongrie offerte par la noblesse hongroise (qui préférait une union personnelle entre la Grande Hongrie et la Roumanie dans leurs frontières de 1918, à un démembrement de la Hongrie tel qu'il fut consacré par le Traité de Trianon). Mais ce projet fut abandonné en raison de l'opposition déterminée de l'opinion et de la classe politique roumaine qui, elle, préférait un rattachement pur et simple à la Roumanie des territoires austro-hongrois à majorité roumanophone, effectif fin 1918, et internationalement reconnu par les traités de Saint-Germain (1919) et de Trianon (1920).

### L'entre-deux-guerres
Le 15 octobre 1922, à Alba Iulia, a lieu un des plus importants moments symboliques de l'histoire de Roumanie. Le roi Ferdinand et la reine Marie y sont couronnés rois de tous les Roumains. La ville d'Alba Iulia a été choisie en raison de son immense importance symbolique pour l'histoire des Roumains. Ancienne capitale du royaume de Michel le Brave, c’est également ici que a été proclamée la réunification de la Transylvanie avec la Roumanie le 1er décembre 1918.
En 1925, le gouvernement roumain fait pression sur le roi Ferdinand et son fils aîné Carol pour que ce dernier renonce à ses droits au trône en raison de sa vie dissolue, de ses dépenses extravagantes dans les casinos à travers l'Europe et d'une liaison extra-conjugale avec Magda Lupescu qui fait scandale. À sa mort, en 1927, c'est donc son petit-fils mineur, Michel, qui lui succède, le pouvoir royal passant à un conseil de régence présidé par Miron Cristea, primat de l'Église orthodoxe roumaine.